# Anna Fischer-Dückelmann

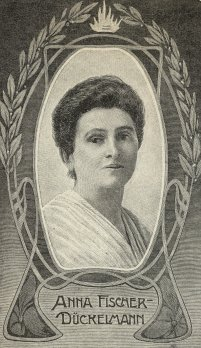
Anna Fischer-Dückelmann

Anna Clara Theresia Fischer-Dückelmann (* 5. Juli 1856 in Wadowice (seinerzeit Tagwein), Kaisertum Österreich (heute Polen); † 5. November 1917 in Monte Verità Ascona, Schweiz) war eine österreich-ungarische Lebensreformerin, Ärztin und Autorin.

## Leben
Anna Dückelmann war die Tochter des österreich-ungarischen Militärarztes und Gutsbesitzers Friedrich Dückelmann und verbrachte ihre Jugend in Wien und Tragwein. Wegen ihres frühen Interesses für die Medizin durfte sie den Vater auf Visiten in Garnisonsspitälern begleiten. In ihren Memoiren schrieb sie: „Für die Wasserkur begeisterte ich mich schon als Fünfzehnjährige, daneben curierte ich Haustiere, als ich sechzehn Jahre zählte, erschien mein erster hygienischer Artikel gegen das Corset. In dieser Zeit trat der Gedanke an das medizinische Studium zum ersten Male klar vor meine Seele.“
Sie heiratete 1880 in Graz gegen den Willen ihrer Eltern den Journalisten und Philosophen Arnold Fischer und zog mit ihm nach Frankfurt am Main. Sie entschied, ihren Geburtsnamen zu behalten, was in den 1870ern nicht üblich war. Arnold Fischer arbeitete beim Frankfurter Tagblatt, und das Paar gründete gemeinsam die Wochenzeitung Volkswohl, in der Fischer-Dückelmann über medizinische Themen schrieb
und auch den Mangel an Medizinerinnen kritisierte: „Peinlich bleibt es für viele Frauen, daß sie sich von Männern über die heikelsten Dinge belehren lassen sollen. Wie unmündig unser Geschlecht doch ist, bis es im Stande sein wird, sich durch weibliche Ärzte vor solchen männlichen Eingriffen in ihre innersten Angelegenheiten zu schützen.“ In Frankfurt lernte sie die erste Gynäkologin Deutschlands, Hope Bridges Adams Lehmann, kennen.
Als Mutter von drei Kindern zog sie im Alter von 34 Jahren mit ihrer gesamten Familie nach Zürich, studierte dort von 1890 bis 1896 Medizin und promovierte mit der Dissertation Die vom April 1888 bis Januar 1895 in der Zürcher Frauenklinik beobachteten Fälle von Puerperalfieber (Kindbettfieber – entzündliche Veränderungen des weiblichen Genitaltraktes im Wochenbett, verursacht durch das Eindringen pathogener Bakterien in Geburtswunden). Sie war eine der ersten Frauen, die Medizin studierten, was nicht unumstritten war und zu Erörterungen in der Fachpresse führte. Fischer-Dückelmann kritisierte schon früh die Anwendung kaum erprobter Methoden in der Gynäkologie, durch die viele Frauen an Blutungen starben. Sie forderte, besser zwischen neuen und tatsächlich sinnvollen Methoden zu unterscheiden, und begann, sich mit der Naturheilkunde zu beschäftigen.
Im Bilz-Sanatorium in Oberlößnitz (heute Radebeul) erwarb sie als Assistenzärztin die Praxis für die Ausübung des Arztberufes.

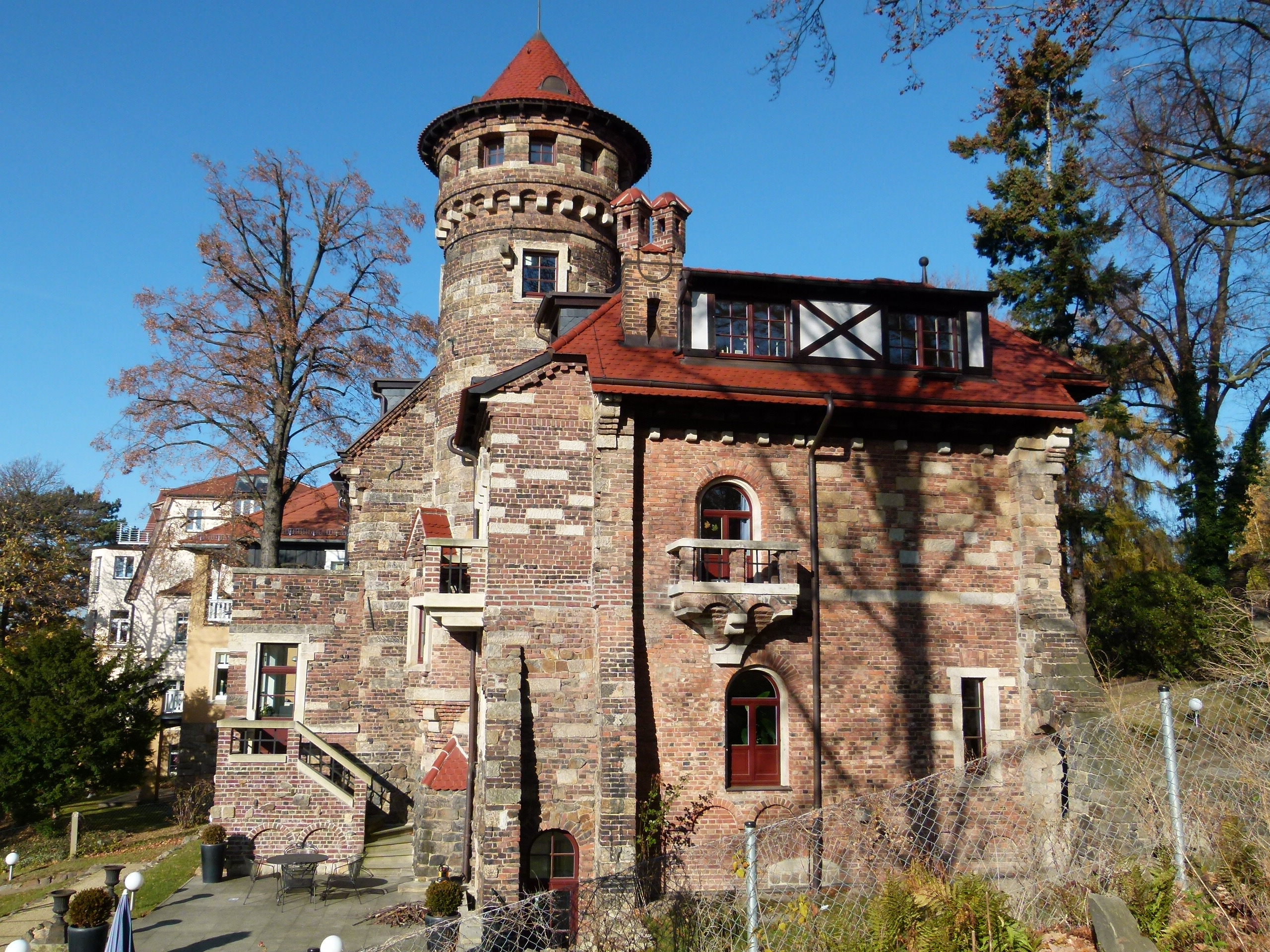
In der Loschwitzer Villa Artushof war ihre Arztpraxis eingerichtet.

Von 1897 bis 1914 führte sie eine Arztpraxis für Frauen- und Kinderheilkunde in der Villa Artushof in Oberloschwitz bei Dresden und war die erste und lange Zeit einzige Ärztin, die sich mit Naturheilkunde beschäftigte.
Beim Ausbruch des Ersten Weltkrieges übersiedelte sie auf den Monte Verità bei Ascona im Kanton Tessin, wo sie 1913 ein Landgut in der Nähe der dortigen Naturheilanstalt auf freigenossenschaftlicher Grundlage erworben hatte. Hier wollte sie nach Kriegsende ein Sanatorium eröffnen, verstarb aber, bevor sie diesen Plan umsetzen konnte.
1900 und 1901 veröffentlichte sie ihre Bestseller Das Geschlechtsleben des Weibes und Die Frau als Hausärztin, für die Fischer-Dückelmann auch kritisiert wurde – vor allem wegen ihrer liberalen Einstellung zu Sexualität und Verhütung. Sie schrieb zum Beispiel: „Die Frau ist keine willenslose Geburtenmaschine mehr.“ Und auch: „Ebenbürtigkeit des Weibes ist der Schlüssel zu einem neuen Liebeshimmel!“
Ihr wohl bedeutendstes Werk ist das 1901 erstmals herausgegebene, mehr als eintausend Seiten dicke populärwissenschaftliche Nachschlagewerk Die Frau als Hausärztin, das 1913 Millionenauflage erreichte und in 13 Sprachen übersetzt wurde. Es wurde mehrmals überarbeitet, auch nach ihrem Tod 1917 oft neu aufgelegt und bis in die 1980er Jahre vermarktet.

## Publikationen
- Über die Reform der weiblichen Kleidung. Berlin 1890.
- Die heutigen Behandlungsmethoden der Frauenkrankheiten für Ärzte und Gebildete aller Stände. Berlin 1898.
- Entstehung, Verhütung und Heilung der Frauenkrankheiten aller Altersstufen für Frauen und erwachsene Töchter. Berlin 1898. (5. Auflage. 1919)
- Die Frau als Hausärztin. 1901.
- Das Geschlechtsleben des Weibes – Eine physiologisch-soziale Studie mit ärztlichen Ratschlägen. Berlin 1900. (19. Auflage. 1919)
- Der Geburtenrückgang – Ursachen und Bekämpfung vom Standpunkt des Weibes. Stuttgart 1914.
- Was lehrt uns der Krieg – Häusliche Krankenpflege in Kriegszeiten. Stuttgart 1916.